# 沃伊切赫·什琴斯尼
沃伊切赫·托马什·什琴斯尼（波蘭語：Wojciech Tomasz Szczęsny，發音：[ˈvɔjt͡ɕɛx ˈtɔmaʂ ˈʂt͡ʂɛ̃snɨ] ⓘ；1990年4月18日—），生於華沙，是一名波蘭職業足球員，司職門將。現效力於西甲球隊巴塞隆拿。前波蘭國家足球隊隊員。

## 球會
施捷斯尼出生於華沙，父亲马切伊·什琴斯尼曾是波蘭國家足球隊的守门员，大哥扬·什琴斯尼也是一名职业足球的守门员。當時還是青年球員的施捷斯尼在阿格里科拉華沙（Agrykola Warszawa）訓練期間的表現，使歷基亞的門將教練留下深刻印象並容許僅15歲的他參與歷基亞一隊的訓練營。

### 阿仙奴时期
2006年，施捷斯尼加盟阿仙奴青訓並於2008/09球季被提拔上預備組。2009年5月24日，他在對史篤城的賽事中擔任後備而首次於英超留名。2009/10球季初，他被提拔上一隊並穿上53號球衣。9月16日，他雖然被列入歐聯對標準列治賽事的後備名單中，但未有上陣。
9月22日，施捷斯尼在聯賽盃對西布朗的賽事中首次正選上陣並且沒有失球。
12月，温格宣佈他與其他阿仙奴教練團成員對什琴斯尼都有很高的期望，並說道：「我們認為沃伊切赫是未來的大人物，優秀的門將。」2010年1月，雲加說道：「我真的相信他總有一天會成為阿仙奴的一號球員，你希望門將應有的特性，他全都有。」
4月，什琴斯尼稱會在即將到來的季前時在阿仙奴爭取正選位置，但如果未能成功，他寧願再被外借至其他可以讓他經常上陣的球會。

### 賓福特时期
2009年11月20日，施捷斯尼被外借至英甲球會賓福特，為期一個月。11月21日，他在以1-1逼和華素爾的賽事中首次代表賓福特正選上陣。11月24日，他在代表賓福特上陣的第二場，以0-1的比分不敵韋甘比的賽事的下半場時撲出了一次罰十二碼。12月12日，他在第五場對列斯聯的賽事中屢次撲救，最終雙方0-0打成平手，而他則獲選為該場最佳球員。12月22日，阿仙奴同意延長他的借用期直至2010年1月17日，後來又延長至一月下旬，最終延長至5月31日。4月，時任賓福特領隊史葛稱：「他的表現顯示他在英冠或甚至是英超也是適當的。到了這個階段，當他讓球進了，我們會對他未能成功撲球感到奇怪。」

### 返回阿仙奴
2010年10月27日，施捷斯尼第二次為阿仙奴在英格蘭聯賽盃上陣，作客聖占士公園球場對紐卡素以4-0取得大勝晉級八強。11月11日，他與阿仙奴簽署長期新約。12月13日，他首次在英超上陣，在榜首大戰作客老特拉福德球场對曼聯把守獨門關，遭朴智星頂破大門，以0-1僅敗而回。
2010-2011賽季，是施捷斯尼的代表作和成功崛起的一年。在10年12月，由於兵工廠首席門將艾蒙尼亞和次席門將法比安斯基因傷缺陣，第3門將曼諾內亦被外借至赫爾城，令他能為阿仙奴在最後防線把關，表現亦良好，不過不失。然而，幸運兒並不多，在2011年2月28日的聯賽盃決賽對陣伯明翰，阿仙奴本來被視為大熱門，卻因為他與隊友哥斯尼的一次缺乏默契的失誤，而爆冷慘敗1:2，令阿仙奴最終也未能打破6年的「無冠」宿命。
2011-12賽季，施捷斯尼球衣号码从53號改穿13號，那是退役的列文遺留下的球衣号码。施捷斯尼因上賽季表現優良，得到了雲加的重用，壓過阿穆尼亚、法比安斯基、曼諾尼，成為球會首席門將。
2012-13赛季，阿穆尼亚离队，什琴斯尼凭借前一赛季的优良表现接过象征主力门将的1号球衣。但由於傷患所影響，他整個賽季既表現都好壞參半，更一度被法比安斯基奪去其正選位置，直至後來法比安斯基再度受傷和施捷斯尼的表現有所改善，施捷斯尼才能重新擔正正選門將。
2013-14球季，施捷斯尼表現出色，成為這季英超失球最少門將。而同鄉法比安斯基雖然在盃賽表現出色，但因得不到足夠的上陣機會，最終轉投另一英超球隊史雲斯，令施捷斯尼穩坐正選位置。
2014-15球季，在應屆2014年世界盃表現出色的哥倫比亞門將戴维·奥斯皮纳來投後，施捷斯尼表現滑落，當中2015年1月1日作客0:2不敵修咸頓的聯賽中，球隊兩個失球都是施捷斯尼的失誤所致，而他在失球後立即從門柱旁拿起水罐喝水的動作，令他被謔稱為「飲水機」。及後，領隊雲加決定以奥斯皮纳取代其正選席位。由於奥斯皮纳表現出色，在下半季施捷斯尼只能擔任後備，只得盃賽有上陣機會。
日後，施捷斯尼表示他平常一直有抽菸的習慣，溫格知情也沒有禁止，只是要他不要在室內抽菸。但當天賽後實在心情太糟，他便躲到淋浴間抽菸，結果還是被隊友發現了，溫格原先說僅是要罰款以及禁賽數周，但沒想到奥斯皮纳表現出色，該場對上南安普頓的比賽就成了他生涯最後一場英超比賽。

### 租借至罗马
2015-16球季，阿仙奴成功從同城球會車路士羅致被譽為世界頂尖門將的彼得·切赫，加上領隊雲加希望續用上一季表現出色的奧斯皮納，遂決定在7月26日以約100萬歐元借用費將施捷斯尼外借至意甲勁旅羅馬，為期一年，而據報後者更有權在季尾以500萬歐元買斷合約。但雲加強調對施捷斯尼的未來仍充滿期望，表示並非想放棄他，而是希望他可以吸收更多經驗，無意永久出售他。
2016-17賽季，羅馬又和兵工廠延長租約一年。這一年羅馬還從國際體育簽下了另一名門將阿利森，然而什琴斯尼用出色表現保住先發門將的地位。本賽季他不失球的場次為義甲最多的14場，最終羅馬拿下了隊史單季最高的87分以及義甲第二名的成績。

### 尤文图斯
2017-18赛季，意甲冠军祖雲達斯宣布施捷斯尼以1220万欧元转会费加盟。

### 巴塞隆拿
2024年10月2日，什琴斯尼在宣布退休僅一個多月後重返足壇，巴塞隆拿與他簽約至2025年6月，好友罗伯特·莱万多夫斯基的勸進對他加入球隊的意願至關重要。他被選為頂替右膝肌腱斷裂，面臨長達9個月養傷期的達史特根。
2025年1月4日，什琴斯尼在西班牙超級盃4-0戰勝巴巴斯特羅隊的比賽中首次代表巴塞隆納隊出場。
2025年4月26日，什琴斯尼在巴塞隆納3-2擊敗皇家馬德里的國王杯決賽中，踢滿了120分鐘，做出了5次撲救，包括對維尼修斯的雙重撲救。
2024-25賽季什琴斯尼共出賽30次，其中14場零封對手，創造了一項幾乎史無前例的數據：西甲聯賽中他擔任門將期間從未輸球。除了這些數據之外，主教練汉西·弗利克還見證了這位巴薩25號球員的成熟和經驗，這對巴薩的年輕更衣室來說意義非凡。
2025年7月，什琴斯尼接受巴薩的兩年續約合約，至2027年。

## 國際賽
施捷斯尼亦有代表波蘭U21出戰2011年歐洲U-21足球錦標賽外圍賽並在三場賽事中皆正選上陣。2009年9月初，他亦被時任波蘭領隊李奧·比赫加放在2010年世界盃外圍賽對北愛爾蘭和斯洛文尼亞的賽事的後備席上。然而， 波蘭最頂尖的三位門將無一不被徵召，使他未受到徵召，反而要出戰對西班牙U21和芬蘭U21的外圍賽賽事。他總計代表波蘭U21上陣了六場賽事。
10月，新領隊斯姆达把施捷斯尼列入對羅馬尼亞和加拿大的友賽中。11月18日，他在對加拿大隊的賽事進行至46分鐘時入替湯馬士·古斯錫而首次代表波蘭隊上陣。
2012年6月8日，什琴斯尼在2012年歐洲國家盃波蘭1-1打平希臘的比賽中因粗野攔截被紅牌趕出場。
2018年世界盃，什琴斯尼在小组赛的表现失色，头两场合共失了五球，其中對塞內加爾的比赛中失的第二球更是自己出迎失誤而被攻入空门，波蘭提早一輪宣告出局。第三场对日本，教练換上法比安斯基出场，结果諷刺地取得胜利，但仍然無阻波蘭在小組賽出局。
2021年6月14日，什琴斯尼在2020年歐洲國家盃波蘭2-1負於斯洛伐克的比賽造成烏龍球，成為歐洲國家盃第一位因烏龍球得分的門將。
儘管恢復了他的足球生涯，但在2024年10月，什琴斯尼宣布，出於對爭奪國家隊位置的繼任者的尊重，他不會重返國家隊。
2024年6月21日在柏林奧林匹克體育場對陣奧地利的比賽是他最後一場國際比賽。
2024年10月12日，在華沙國家體育場舉行的歐洲國家聯賽對陣葡萄牙的比賽之前，波蘭足球協會正式向他告別。

## 軼事
施捷斯尼在2012年阿仙奴的中國之旅中拍攝宣傳片時以普通话讀出自己名字時，讀音與「我是CCC尼」非常相近，因而在漢語圈獲得「CCC尼」這個暱稱。
另外，施捷斯尼亦有個不太光彩的紀錄 ——— 歐洲國家盃史上首位入烏龍球的龍門。
什琴斯尼也是一個神經質的门将，一时能夠做出世界级撲救，但一時又能犯下低级错误，穩定性比起前輩法比安斯基低。

## 榮譽

### 球會
阿仙奴
- 英格蘭足總盃 冠軍﹕2014年、2015年
- 英格蘭社區盾 冠軍﹕2014年
- 酋長盃 冠軍﹕2009年

 尤文图斯
- 義大利甲組足球聯賽冠軍﹕2017-18、2018-19、2019-20賽季
- 義大利盃冠軍﹕2017-18賽季
- 義大利超級盃冠軍：2018、2020年

 巴塞隆拿
- 西班牙超級盃冠軍：2025
- 西班牙國王盃冠軍：2024–25[36]
- 西班牙足球甲级联赛冠軍：2024–25[37]

### 個人
- 英超金手套獎﹕2014年
- 義甲年度最佳守門員：2019–20
- 體育編輯評選年度足球先生：2022年[38]

## 外部連結
- Soccerway資料庫：沃伊切赫·什琴斯尼
- （英文）Wojciech Szczesny's profile at Arsenal.com （页面存档备份，存于）
- （英文）足球数据库：沃伊切赫·施捷斯尼的球员统计数据